# الدوري السلوفيني لكرة القدم 1986–87
الدوري السلوفيني لكرة القدم 1986–87 هو موسم من الدوري السلوفيني لكرة القدم ‏. فاز فيه نادي ليوبليانا الأولمبي لكرة القدم ‏.